# Karate Champ
Karate Champ, in giapponese Karate Dou (空手道?, karate-dō), è un videogioco arcade di karate pubblicato nel 1984 dalla Data East. Lo stesso anno uscì una versione arcade intitolata Karate Champ: Player vs Player (対戦空手道 美少女青春編?, Taisen Karate Dou: Seishun Bishoujo Hen) con l'aggiunta della modalità a due giocatori, oltre a una maggiore varietà di sfondi e migliorie nel sonoro.
Sempre la Data East pubblicò conversioni ufficiali per Apple II e Commodore 64 nel 1985 e per NES e Famicom Disk System nel 1986.
Karate Champ viene spesso considerato il fondatore del genere dei picchiaduro a incontri, sebbene elementi del genere fossero già apparsi in Heavyweight Champ (1976) e Warrior (1979). Introdusse il tipico modello del picchiaduro bidimensionale con molte tecniche non immediate da imparare, possibilità di sfidare il computer o un altro giocatore, livelli bonus; altri elementi ricorrenti come la varietà degli avversari e le barre dell'energia furono introdotti l'anno successivo da Yie Ar Kung-Fu.

## Modalità di gioco
Il gioco rappresenta incontri di karate sportivo tra due lottatori uguali nell'aspetto e nelle tecniche, distinti solo dalla divisa bianca o rossa. Nella prima edizione del gioco è possibile affrontare solo il computer, mentre nella versione Player vs Player possono partecipare anche due giocatori in competizione.
Nella prima versione gli incontri si svolgono alla presenza di un pubblico, dapprima in un dojo e poi in uno stadio nazionale, mentre in Player vs Player avvengono in dodici luoghi molto diversi, senza pubblico, ma con l'apparizione di una ragazza che ammirerà il vincitore dicendogli "mio eroe" (il titolo giapponese è traducibile "karate-dō competitivo - capitolo belle ragazze"). Sullo sfondo dietro i giocatori è sempre presente l'arbitro.
Le conversioni casalinghe si ispirano a Player vs Player per il tipo di ambientazioni e la presenza della modalità a due giocatori.
I due karateka sono mostrati di profilo, possono spostarsi solo in orizzontale, e hanno a disposizione un'ampia scelta di tecniche basate su calci e pugni. Per atterrare l'avversario basta un solo colpo qualsiasi ben piazzato. Ogni volta che viene messo a segno un colpo si riceve un punto oppure mezzo punto, a seconda del tipo di mossa che è stata usata. Per vincere un incontro bisogna accumulare due punti entro 30 secondi; in caso di esaurimento del tempo vince chi ha più punti mentre in caso di parità decide l'arbitro (sempre a favore del computer). Il punteggio del giocatore sale a ogni colpo vincente: a seconda della mossa vengono assegnati 100, 200, 300, 800 o 1.000 punti.
Nella seconda versione del gioco tra un incontro e l'altro c'è una prova bonus, che può essere di tre tipi:
- colpire al volo una serie di oggetti vari che arrivano addosso al karateka viaggiando in orizzontale a diverse altezze
- spaccare una serie di tavolette con un solo colpo di mano
- colpire tre tori (che appariranno uno alla volta, il primo e il terzo da destra, il secondo da sinistra) prima che questi travolgano il karateka con la loro violenta carica

Il sistema di controllo della macchina da sala giochi è particolare e non è stato imitato dai successivi picchiaduro. Si hanno due joystick a 4 direzioni per ciascun giocatore e nessun pulsante. Il joystick di sinistra da solo controlla gli spostamenti base (avanti, indietro, salto, guardia accovacciata) e quello di destra da solo controlla quattro tecniche di calcio, mentre tutte le 16 possibili combinazioni dei due joystick insieme generano altrettante tecniche diverse. Alcuni comandi generano anche tecniche differenti a seconda della situazione.
Altra particolarità esclusiva della versione arcade è una breve fase di allenamento a inizio partita, in cui un maestro mostra una sequenza di 8 tecniche con l'indicazione grafica della combinazione di joystick necessaria a eseguirle, e il giocatore le può provare.
I controlli diventano ordinari nelle conversioni casalinghe, dove si utilizza il consueto joystick a otto direzioni con pulsante, per un totale di 16 combinazioni.